# Thioharnstoff
Thioharnstoff ist ein Derivat des Harnstoffs, dessen Sauerstoffatom durch ein Schwefelatom ersetzt ist.

## Geschichte
Die Verbindung wurde erstmals 1869 durch den irischen Chemiker James Emerson Reynolds analog zur Wöhlerschen Harnstoff-Synthese aus Ammoniumthiocyanat hergestellt.

## Gewinnung und Darstellung
Thioharnstoff kann aus Ammoniumthiocyanat gewonnen werden, wobei die Auftrennung von Produkt und Edukt in der Gleichgewichtsreaktion schwierig ist.
Die technische Synthese erfolgt durch das Einleiten von Schwefelwasserstoff und Kohlendioxid in eine wässrige Suspension von Calciumcyanamid.
{\displaystyle \mathrm {CaCN_{2}+3\,H_{2}S\rightarrow Ca(SH)_{2}+(NH_{2})_{2}CS} }
{\displaystyle \mathrm {2\,CaCN_{2}+Ca(SH)_{2}+6\,H_{2}O\rightarrow 2\,(NH_{2})_{2}CS+3\,Ca(OH)_{2}} }
{\displaystyle \mathrm {Ca(OH)_{2}+CO_{2}\rightarrow CaCO_{3}+H_{2}O} }

## Eigenschaften

### Physikalische Eigenschaften
Thioharnstoff bildet farblose und geruchlose Kristalle. Die Verbindung zeigt keinen scharfen Schmelzpunkt, da ab 153 °C eine Umlagerung zum Ammoniumthiocyanat erfolgt. Die Literatur gibt Schmelzpunkte zwischen 167 °C und 182 °C an. Thioharnstoff hat bei Raumtemperatur eine orthorhombische Kristallstruktur mit Raumgruppe Pnma (Raumgruppen-Nr. 62). Das Kohlenstoff- und das Schwefelatom liegen auf einer Spiegelebene, sodass das Molekül die Punktgruppensymmetrie CS besitzt. Es ist beinahe planar und die Symmetrie somit näherungsweise C2v. Beim Abkühlen des Kristalls oder bei hohem Druck entstehen durch Fest-fest-Phasenübergänge Kristallstrukturen mit anderer Symmetrie.

### Chemische Eigenschaften
Thioharnstoff ist eine organische Verbindung und ein Komplexbildner. Er tritt in zwei tautomeren Formen auf. In wässrigen Lösungen dominiert die Thionform (links):

Thion- und Thiolform von Thioharnstoff

## Verwendung
Im Jahr 1993 betrug die weltweite jährliche Produktion 10.000 Tonnen. Als reine Verbindung wird Thioharnstoff hauptsächlich (25 % der Produktion) zur Extraktion von Metallen wie Gold und Silber aus Erzen eingesetzt. Außerdem wird er als Hilfsstoff in Diazo-Papier (16 % der Produktion) und als Katalysator zur Isomerisierung von Maleinsäure in Fumarsäure verwendet (12 % der Produktion). Als Reaktant dient Thioharnstoff vor allem zur Herstellung von Thioharnstoffdioxid (27,5 % der Produktion.). Weitere wichtige Anwendungen sind:
- Als Glanzzusatz in galvanischen Bädern[12]
- In der Analytik zum Nachweis von Bismut (Gelbfärbung in salpetersaurer Lösung)[13]
- Additiv in Sprengstoffen (Sprengschlamm)[10]
- Metallveredelung (Kupferveredelung)[10]
- Metallreinigung (Silberreinigung)[10]
- Modifikation von Harzen[10]
- Herstellung von Hilfsstoffen für die Textil- und Farbenindustrie[10]
- Herstellung von chemischen Zwischenstufen[10]
- Umsetzen zu Thiobarbituraten (Barbiturate, Arzneimittel wie etwa Thiopental) mittels Diethylmalonsäureesterderivate
- Trennung von n-Alkanen und iso-Alkanen in der Harnstoff-Extraktiv-Kristallisation[14]

## Biologische Bedeutung
Thioharnstoff kann die Enzyme Tyrosinase und Urease hemmen.

## Sicherheitshinweise
Thioharnstoff ist als krebserregend, Kategorie 2 (Verdacht auf karzinogene Wirkung beim Menschen) und reproduktionstoxisch, Kategorie 2 (Kann vermutlich das Kind im Mutterleib schädigen) eingestuft. Er kann nur sehr schwer mit normalen Abwasserreinigungsmethoden aus Abwässern entfernt werden.